# Supercoppa UEFA 2018
La Supercoppa UEFA 2018 è stata la 43ª edizione della Supercoppa UEFA, disputatasi il 15 agosto 2018 all'A. Le Coq Arena di Tallinn, in Estonia e conclusasi con la vittoria dell'Atlético Madrid, al suo terzo titolo.
I Colchoneros, detentori della UEFA Europa League 2017-2018, hanno sconfitto dopo i tempi supplementari il Real Madrid, vincitore della UEFA Champions League 2017-2018, in un'inedita finale tra due squadre della stessa città. Julen Lopetegui è diventato il primo allenatore della storia del Real Madrid a subire almeno quattro gol nella prima partita ufficiale per i Blancos, il cui ultimo precedente risaliva al 4-4 contro il Valencia della 3ª giornata della Liga 1948-1949. Inoltre, per le Merengues, si è trattato della prima sconfitta in una finale di una competizione internazionale dopo diciotto anni, ovvero dal 2-1 subito contro il Boca Juniors in Coppa Intercontinentale 2000.
In quest'occasione, l'Estonia ha ospitato per la prima volta una finale di una grande competizione europea calcistica maschile.

## Partecipanti
| Squadre         | Qualificazione                                   | Partecipazioni precedenti (il grassetto indica la vittoria) |
| --------------- | ------------------------------------------------ | ----------------------------------------------------------- |
| Real Madrid     | Vincitrice della UEFA Champions League 2017-2018 | 6 (1998, 2000, 2002, 2014, 2016, 2017)                      |
| Atlético Madrid | Vincitrice della UEFA Europa League 2017-2018    | 2 (2010, 2012)                                              |

## La partita
Dopo appena un minuto di gioco l'Atlético è già in vantaggio grazie al gol di Diego Costa, il quale addomestica un lancio in profondità di Godín, supera in velocità Ramos e Varane, e insacca in rete con un potente diagonale destro sul secondo palo di Navas. Venti minuti dopo (27') il Real ristabilisce la parità con Benzema, che anticipa Savić e con un colpo di testa converte in rete un cross di Bale, facendo così terminare il primo tempo sul punteggio di 1-1.
Nella seconda frazione di gioco i Blancos passano in vantaggio (63') grazie al calcio di rigore realizzato da Ramos; rigore che era stato concesso da Marciniak in seguito ad un fallo di mano da parte di Juanfran. Dopo una quindicina di minuti (79') i Colchoneros segnano la rete del pareggio: Juanfran ferma una ripartenza di Marcelo per poi appoggiare il pallone a Correa (subentrato a Griezmann al 57'), il quale serve lo smarcato Diego Costa che insacca con un tap-in ravvicinato firmando la sua doppietta personale.
La gara si protrae quindi ai tempi supplementari, dove al 98' un errore difensivo di Varane spiana la strada per il vantaggio dell'Atlético: Thomas Partey (subentrato a Lemar) recupera palla e crossa in mezzo all'area, trovando Saúl Ñíguez, che con una splendida girata al volo di sinistro supera Navas. Sei minuti dopo (104') i Colchoneros segnano anche il quarto gol: Diego Costa strappa il pallone a Carvajal, s'invola verso l'area dei Blancos e serve Vitolo (subentrato a Rodri) che a sua volta appoggia per Koke, il quale insacca in rete con un destro di prima intenzione. Dopo essersi limitato a gestire il match durante il secondo tempo supplementare, l'Atlético trionfa per 4-2 e conquista la terza Supercoppa UEFA della sua storia (tre vittorie in altrettante finali giocate).

## Tabellino
| Arbitro: | Szymon Marciniak |

|                                     |           |                                        |
| Benzema 27’ Sergio Ramos 63’ (rig.) | Marcatori | 1’, 79’ Diego Costa 98’ Saúl 104’ Koke |

| Real Madrid | Atlético Madrid |

| P               | 1  | Keylor Navas      |       |      |
| D               | 2  | Daniel Carvajal   |       |      |
| D               | 4  | Sergio Ramos      | 112’  |      |
| D               | 5  | Raphaël Varane    |       |      |
| D               | 12 | Marcelo           | 54’   |      |
| C               | 14 | Casemiro          |       | 76’  |
| C               | 8  | Toni Kroos        |       | 102’ |
| C               | 22 | Isco              |       | 83’  |
| A               | 11 | Gareth Bale       |       |      |
| A               | 9  | Karim Benzema     |       |      |
| A               | 20 | Marco Asensio     | 35’   | 57’  |
| A disposizione: |    |                   |       |      |
| P               | 13 | Kiko Casilla      |       |      |
| P               | 26 | Andrij Lunin      |       |      |
| D               | 6  | Nacho             |       |      |
| D               | 29 | Sergio Reguilón   |       |      |
| D               | 31 | Javier Sánchez    |       |      |
| C               | 10 | Luka Modrić       | 101’  | 57’  |
| C               | 18 | Marcos Llorente   |       |      |
| C               | 24 | Dani Ceballos     | 90+1’ | 76’  |
| C               | 27 | Federico Valverde |       |      |
| A               | 17 | Lucas Vázquez     |       | 83’  |
| A               | 21 | Borja Mayoral     |       | 102’ |
| A               | 28 | Vinícius Júnior   |       |      |
| Allenatore:     |    |                   |       |      |
| Julen Lopetegui |    |                   |       |      |

| P               | 13 | Jan Oblak         |        |       |
| D               | 20 | Juanfran          |        |       |
| D               | 15 | Stefan Savić      |        |       |
| D               | 2  | Diego Godín       |        |       |
| D               | 21 | Lucas Hernández   |        |       |
| C               | 11 | Thomas Lemar      |        | 90+1’ |
| C               | 14 | Rodri             |        | 71’   |
| C               | 8  | Saúl Ñíguez       |        |       |
| C               | 6  | Koke              |        |       |
| A               | 19 | Diego Costa       | 62’    | 109’  |
| A               | 7  | Antoine Griezmann |        | 57’   |
| A disposizione: |    |                   |        |       |
| P               | 1  | Antonio Adán      |        |       |
| P               | 37 | Álex dos Santos   |        |       |
| D               | 3  | Filipe Luís       |        |       |
| D               | 4  | Santiago Arias    |        |       |
| D               | 24 | José Giménez      |        | 109’  |
| C               | 5  | Thomas Partey     |        | 90+1’ |
| C               | 18 | Gelson Martins    |        |       |
| C               | 23 | Vitolo            | 105+3’ | 71’   |
| C               | 30 | Roberto Olabe     |        |       |
| A               | 9  | Nikola Kalinić    |        |       |
| A               | 10 | Ángel Correa      | 60’    | 57’   |
| Allenatore:     |    |                   |        |       |
| Germán Burgos   |    |                   |        |       |